# La meva dolça geisha
La meva dolça geisha (My Geisha) és una pel·lícula americana realitzada per Jack Cardiff, estrenada l'any 1962. Ha estat doblada al català.

## Argument
Paul Robaix, un realitzador francès instal·lat a Hollywood, va posar en escena una geisha en l'adaptació de l'òpera Madame Butterfly rodada al Japó. La seva esposa, Lucy Dell, cap de cartell americà del cinema còmic, ha actuat en totes les pel·lícules que ha dirigit. Però per aquest paper, Paul  prefereix una actriu japonesa local per conferir més autenticitat a la pel·lícula. D'altra banda, rodant per una vegada sense la seva dona, podrà demostrar el seu real valor com a director. Però Lucy, no obstant això rossa amb ulls blaus, aposta que podria encarnar l'heroïna de Giacomo Puccini, Cio-Cio-San, aquesta geisha arquetip del Japó tradicional. Lucy es ret secretament al Japó i, amb la complicitat del productor Sam Lewis i amb la geisha Kazumi Ito com entrenador, es transforma físicament en geisha per presentar-se al càsting sota el nom de Yoko Mori. Paul no escapa pas al subterfugi i contracta la «geisha Yoko Mori», que fa prova d'un do innat d'artista. En un moment del rodatge, la pel·lícula resulta inestable i Paul ha trucat d'urgència per visionar les rushes. Descobreix llavors sobre el negatiu amb els colors invertits una geisha que té els ulls blaus de la seva dona. Paul fa confessar l'estafa al productor. Aquest li revela que a la sortida de la primera projecció pública, ha previst que Lucy es desfaci a l'escena de la seva perruca de geisha per provocar la sorpresa general i contribuir així a l'èxit de la pel·lícula. Paul demana a Sam Lewis de no informar Lucy del seu descobriment, però ofès per aquest engany que sent com una traïció de la seva dona, projecta demanar el divorci. La intervenció espiritual de Kazumi Ito sobre Lucy fa comprendre a aquesta el perill que fa córrer a la seva parella, i Lucy, després de la projecció saludada pel públic, intervé per anunciar que no es tronarà a veure mai més la geisha Yoko Mori al cinema, perquè es retira al convent. La unió de Paul i de Lucy s'ha salvat.

## Repartiment
- Shirley MacLaine : Lucy Dell / Yoko Mori
- Yves Montand: Paul Robaix
- Edward G. Robinson: Sam Lewis, el productor
- Robert Cummings: Bob Moore
- Yoko Tani: Kazumi Ito
- Tatsuo Sapō: Kenichi Takata
- Alex Gerry: Leonard Lewis
- Tamae Kyokawa: Amatsu Hisako
- Ichirô Hayakawa: Hisako

## Música addicional
Extrets de l'òpera Madama Butterfly de Giacomo Puccini, orquestra dirigida per Franz Waxman:
- Michiku Sunahara, soprano (Cio-Cio-San, « Madame Butterfly »), veu cantada de Shirley MacLaine.
- Barry Morell, tenor (el tinent Benjamin Franklin Pinkerton), veu cantada de Robert Cummings.

## Nominacions
- Oscars 1962: Edith Head nominada per l' Oscar al millor vestuari.

## Producció

### Guió
- Shirley MacLaine:[3] « Steve[4] produïa la pel·lícula que havia de ser totalment rodada al Japó. Estava encantada que puguessim treballar junts. […] Però jo no el veia gaire. […] El guió havia estat escrit per Norman Krasna que era també l'autor de El multimilionari Estava inspirat en una peça de teatre francesa.

### Rodatge
- Exteriors: 
  - Kyoto, Hakone i Miyajima (Japó).
  - Los Angeles (seqüència al començament de la pel·lícula en la residència de Paul i Lucy)
- Interiors: Paramount Studios (Hollywood/Los Angeles, Califòrnia).
- Shirley MacLaine:[3] « Un dels problemes més difícils a resoldre era el maquillatge que havia de ser  absolutament convincent. Com Frank Westmore em transformaria en japonesa? Hem començat per utilitzar una mena de pròtesis oculars, però cada vegada que parpellejava, es veia l'espai entre les meves parpelles i la superfície de plàstic. Hi havia l'aire ridícul i les proves eren espantoses. Allà no podíem recórrer a un laboratori de protesis, i els maquilladors japonesos no havien trobat mai aquest problema ! […] podia utilitzar ulleres de contacte per amagar el blau dels meus ulls i molt maquillatge. Però com modificar la forma dels meus ulls ? Westmore va resoldre el problema. Registrant en les seves butxaques, va trobar un paquet de preservatius. Retallar en forma d'ametlla un tros de cautxú que em va enganxar sobre la parpella.Posant maquillatge sobre el cautxú, no veien més les juntures. I podia parpellejar »